# Stray Cats
Stray Cats är ett rockabillyband som bildades 1979 i New York, USA. Gruppen består av Brian Setzer, Slim Jim Phantom och Lee Rocker.

## Medlemmar
Nuvarande medlemmar
- Brian Setzer – sång, gitarr (1979–1984, 1986–1993, 2004–2009, 2018– )
- Lee Rocker – kontrabas, akustisk gitarr, sång (1979–1984, 1986–1993, 2004–2009, 2018–)
- Slim Jim Phantom – trummor, percussion, bakgrundssång (1979–1984, 1986–1993, 2004–2009, 2018– )

Tidigare medlemmar
- Bob Beecher – gitarr (1980-talet)
- Gary Setzer – gitarr (1980-talet)
- Tommy Byrnes – gitarr (1984)

## Diskografi
Studioalbum
- 1981 – Stray Cats
- 1981 – Gonna Ball
- 1983 – Rant n' Rave With the Stray Cats
- 1986 – Rock Therapy
- 1989 – Blast Off!
- 1990 – Let's Go Faster!
- 1992 – Choo Choo Hot Fish
- 1993 – Original Cool
- 1994 – Live: Tear It Up
- 2019 – 40

Livealbum
- 1995 – Something Else
- 1999 – Live
- 2003 – Lonesome Tears
- 2004 – Rumble in Brixton
- 2005 – Live From Europe: Barcelona, Spain July 22, 2004
- 2005 – Live From Europe: Bonn, Germany, July 29, 2004
- 2005 – Live From Europe: Brussels, July 6, 2004
- 2005 – Live From Europe: Gijon, Spain, July 24, 2004
- 2005 – Live From Europe: Helsinki, Finland, July 9, 2004
- 2005 – Live From Europe: London - Shepherds Bush Empire, July 18, 2004

Samlingsalbum
- 1982 – Built For Speed
- 1990 – Back to the Alley: The Best of the Stray Cats
- 1990 – Best of the Stray Cats: Rock This Town
- 1992 – Stray Cats Greatest Hits
- 1996 – The Best of Stray Cats
- 1997 – Runaway Boys: A Retrospective '81-'92
- 1998 – The Best of Stray Cats - Original Hits
- 1998 – Ten Best - The Best of Stray Cats
- 2000 – Greatest Hits
- 2003 – The Very Best of Stray Cats
- 2014 – Original Album Classics